# Kjeld Andresen
Kjeld Andresen (født 12. maj 1950) er en dansk politimand og tidligere atlet medlem af Haderslev IF og fra 1980 Politiets Idrætsforening og senere som veteran i Greve IF.
Kjeld Andresen har vundet seks danske mesterskaber i diskoskast og et i vægtkast. Han har den dansk politirekord i diskoskast (56,66- 1980), hammerkast (56,60 – 1984) og vægtkast (18,56 – 1984). 

## Danske mesterskaber
- Bronze 1990 Diskoskast 47,96
- Bronze 1989 Diskoskast 48,60
- Sølv 1987 Diskoskast 47,14
- Guld 1986 Diskoskast 49,03
- Sølv 1985 Diskoskast 50,29
- Sølv 1984 Diskoskast 53,45
- Sølv 1984 Vægtkast 18,58
- Sølv 1983 Diskoskast 49,64
- Bronze 1983 Hammerkast 55,53
- Bronze 1983 Vægtkast 18,19
- Guld 1982 Diskoskast 51,11
- Bronze 1982 Vægtkast 17,11
- Guld 1981 Diskoskast 48,96
- Guld 1981 Vægtkast 17,93
- Bronze 1981 Hammerkast 52,94
- Guld 1980 Diskoskast 54,34
- Bronze 1980 Hammerkast 54,65
- Bronze 1980 Vægtkast 17,61
- Guld 1979 Diskoskast 55,35
- Sølv 1979 Vægtkast 16,95
- Bronze 1979 Hammerkast 54,58
- Guld 1978 Diskoskast 50,23
- Sølv 1978 Hammerkast 54,82
- Sølv 1978 Vægtkast 17,39
- Sølv 1977 Diskoskast 51,31
- Sølv 1975 Diskoskast 49,12
- Bronze 1972 Diskoskast 46,12